# ناتانیل میچل-بلیک
ناتانیل میچل-بلیک (انگلیسی: Nethaneel Mitchell-Blake؛ زادهٔ ۲ آوریل ۱۹۹۴) دونده اهل بریتانیا است.